# بینن
بینن (به آلمانی: Binnen) یک شهر در آلمان است که در نینبورگ واقع شده‌است. بینن ۱٬۰۶۷ نفر جمعیت دارد.